# 基玛丹加
22°54′45″N 89°53′03″E / 22.91250°N 89.88417°E
基玛丹加（英语: Gimadanga），是孟加拉国戈巴尔甘尼县汤基帕拉乌帕齐拉帕特加蒂地区的最大村。
该村以农业经济为主，另有部分人替政府工作。
该村学校有四所：一所中学，两所小学，一所伊斯兰学校。

### 另参见书目
- Adhikārī, Rabīndranātha.   [Gopalganj History and Culture]. Dhaka: Gatidhara. 2009. OCLC 373476502 （孟加拉语）.